# Protonace

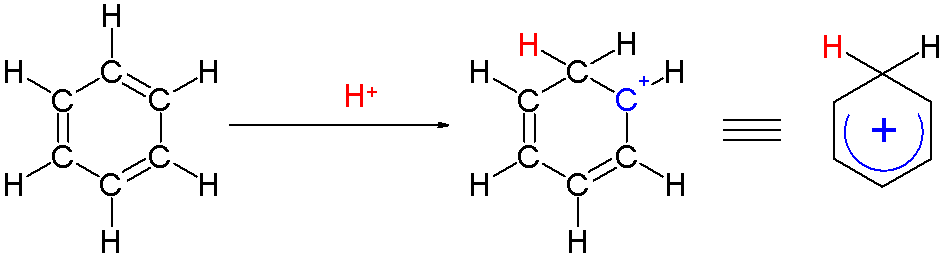
Protonace benzenu na arenium

Jako protonace se v chemii označuje přidání protonu (H+) k atomu, molekule nebo iontu. Opačný proces se nazývá deprotonace.
Protonace je asi nejfundamentálnější chemickou reakcí a je krokem, který je součástí mnoha stechiometrických a katalytických procesů. Některé ionty a molekuly mohou podléhat více než jedné protonaci a označují se jako vícesytné. To platí o mnoha biologických makromolekulách.
Po protonaci substrátu se jeho hmotnost a náboj zvýší o jednotku. Protonace a deprotonace molekuly nebo iontu tak mění mnoho chemických vlastnosti látky: hydrofilii, redukční potenciál, optické vlastnosti a mnoho dalších. Protonace je také zásadním krokem v některých analytických procedurách, například elektrosprejové hmotnostní spektrometrii.
Protonace a deprotonace se vyskytují ve většině acidobazických reakcí. Jsou jádrem většiny reakčních teorií těchto reakcí. Brønsted-Lowryova kyselina je definována jako chemická látka, která protonuje jinou látku.

## Rychlost protonace a deprotonace
Protonace jsou často rychlé, částečně díky vysoké mobilitě protonů ve vodě. Rychlost protonace souvisí s kyselostí protonované látky. Slabé kyseliny deprotonují pomaleji než silné kyseliny. Rychlost protonace a deprotonace může být zvlášť pomalá, pokud protonace vyvolává významné strukturální změny.

## Reverzibilita a katalýza
Protonace jsou obvykle reverzibilní a báze konjugátu se protonací nemění. V některých případech však protonace způsobí izomerizaci. Cis-alkeny lze převádět na trans-alkeny pomocí katalytického množství protonačního činidla. Mnoho enzymů, například serinové hydrolázy, fungují na bázi reverzibilní protonace substrátu.